# Comalies
Comalies je třetí studiové album od italské gothicmetalové kapely Lacuna Coil.

## Seznam skladeb

### CD1
1. Swamped – 4:00
2. Heaven's A Lie – 4:46
3. Daylight Dancer – 3:50
4. Humane – 4:12
5. Self Deception – 3:31
6. Aeon – 1:55
7. Tight Rope – 4:14
8. The Ghost Woman And The Hunter – 4:10
9. Unspoken – 3:36
10. Entwined – 4:00
11. The Prophet Said – 4:33
12. Angel's Punishment – 3:56
13. Comalies – 4:59

### CD2 - Bonus disk
1. Heaven's A Lie (Radio Edit) – 3:51
2. Swamped (Radio Edit) – 3:46
3. Heaven's A Lie (Studio Acoustic Version) – 4:07
4. Swamped (Studio Acoustic Version) – 3:39
5. Senzafine (Studio Acoustic Version) – 3:29
6. Unspoken (Studio Acoustic Version) – 3:39
7. Heaven's A Lie (Live Radio WAAF Acoustic) – 4:01
8. Senzafine (Live Radio WAAF Acoustic) – 3:15
9. Aeon (Live Radio WAAF Acoustic) – 1:57